# Sólstafir
Sólstafir – islandzki zespół metalowy, grający black metal (we wcześniejszym okresie), a obecnie muzykę z silnymi wpływami rocka alternatywnego i post-rocka. W 2012 roku zespół otrzymał nagrodę islandzkiego przemysłu fonograficznego Íslensku tónlistarverðlaunin. Nazwa zespołu jest islandzkim określeniem na promienie zmierzchowe – zjawisko atmosferyczne.

## Historia

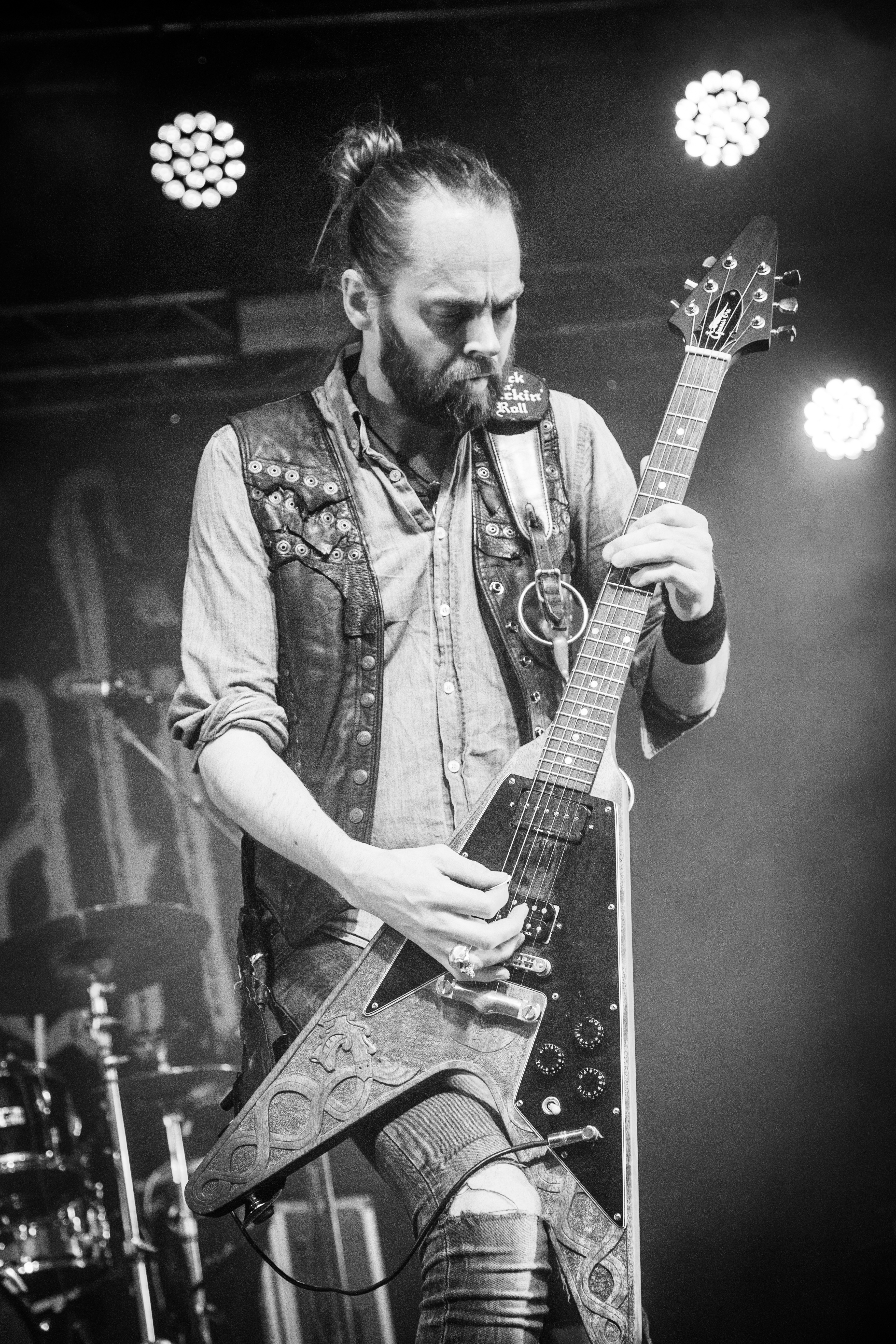
Aðalbjörn Tryggvason, 2016

Zespół został założony w 1995 roku w Reykjavíku przez gitarzystę i wokalistę Aðalbjörna Tryggvasona, basistę Halldóra Einarssona i perkusistę Guðmundura Óli Pálmasona. Tego samego roku muzycy zarejestrowali i wydali demo pt. Í Norðri. W 1996 roku nakładem czeskiej oficyny View Beyond Records ukazał się debiutancki minialbum formacji zatytułowany Til Valhallar. Rok później z zespołu odszedł Halldór Einarsson. W 1999 roku do składu dołączył basista Svavar Austman.
Także w 1999 roku grupa rozpoczęła prace nad debiutanckim albumem studyjnym. Grupa podjęła także działalność koncertową z udziałem drugiego gitarzysty Sæþóra Maríusa Sæþórssona. Pierwszy album długogrający Sólstafir zatytułowany Í blóði og anda trafił do sprzedaży 8 stycznia 2002 roku nakładem niemieckiej wytwórni muzycznej Ars Metalli. Pod koniec roku ukazał się drugi album grupy pt. Black Death.
W 2005 roku grupa dała szereg loklnych koncertów m.in. poprzedzając występ Amon Amarth w Reykjavíku. 30 grudnia tego samego roku nakładem Spikefarm Records ukazał się drugi album formacji zatytułowany Masterpiece of Bitterness. Wydawnictwo było promowane teledyskiem do utworu „Ritual Of Fire”. 21 lutego 2009 roku do sprzedaży trafił trzeci album długogrający Sólstafir pt. Köld. Produkcja była promowana teledyskami do utworów „Love Is The Devil (And I Am In Love)” i „She Destroys Again”. Pod koniec roku muzycy udali się w europejską trasę koncertową Privilegivm Tour podczas której poprzedzali występy norweskiej formacji Borknagar.
W 2010 roku koncertowała podczas licznych europejskich festiwali, m.in. takich jak: Wacken Open Air w Niemczech, Hole in the Sky w Norwegii oraz Roskilde Festival w Danii. 14 października 2011 roku nakładem wytwórni muzycznej Season of Mist ukazał się czwarty album zespołu pt. Svartir sandar. Cieszące się uznaniem krytyków nagrania przysporzyły zespołowi pierwszego, nieznacznego sukcesu komercyjnego w Finlandii trafiając na 41. miejsce tamtejszej listy przebojów. Do pochodzącego z płyty utworu „Fjara” został zrealizowany wideoklip. Rok później zespół wziął udział objazdowym festiwalu Paganfest m.in. u boku Eluveitie i Primordial. Także w 2012 roku muzycy otrzymali nagrodę islandzkiego przemysłu fonograficznego Íslensku tónlistarverðlaunin za osiągnięcia poza granicami ojczyzny.
29 sierpnia 2013 roku został wydany piąty album formacji pt. Ótta. Produkcja była promowana teledyskami do utworów „Lágnætti” i „Miðaftann”. Materiał odniósł największy sukces komercyjny w historii działalności zespołu. Produkcja trafiła na listy przebojów w Szwajcarii, Austrii, Niemczech oraz Finlandii gdzie uplasowała się na 2. miejscu. Na początku 2014 roku grupa koncertowała w Stanach Zjednoczonych. Następnie, latem kwartet wystąpił podczas Sweden Rock Festival w Szwecji, Rockhard Festival w Niemczech oraz Sommer Sonnenwend w Austrii. W 2015 roku grupa otrzymała nominację do nagrody Metal Hammer Golden God w kategorii Best Underground Band. 20 stycznia 2015 roku z zespołu wyrzucony został Guðmundur Óli Pálmason, którego podczas koncertów początkowo zastępowali Karl Petur Smith i Ari Þorgeir Steinarsson – jako powód podano „problemy z komunikacją”. Pálmason po swoim odejściu z Sólstafir założył zespół Katla. Następnie grupa zatrudniła Hallgrímura Jóna Hallgrímssona, także w roli muzyka koncertowego. W 2016 roku koncertowy skład formacji uzupełnił pianista Martin Powell, muzyk znany z występów w brytyjskiej grupie Cradle of Filth.

## Dyskografia

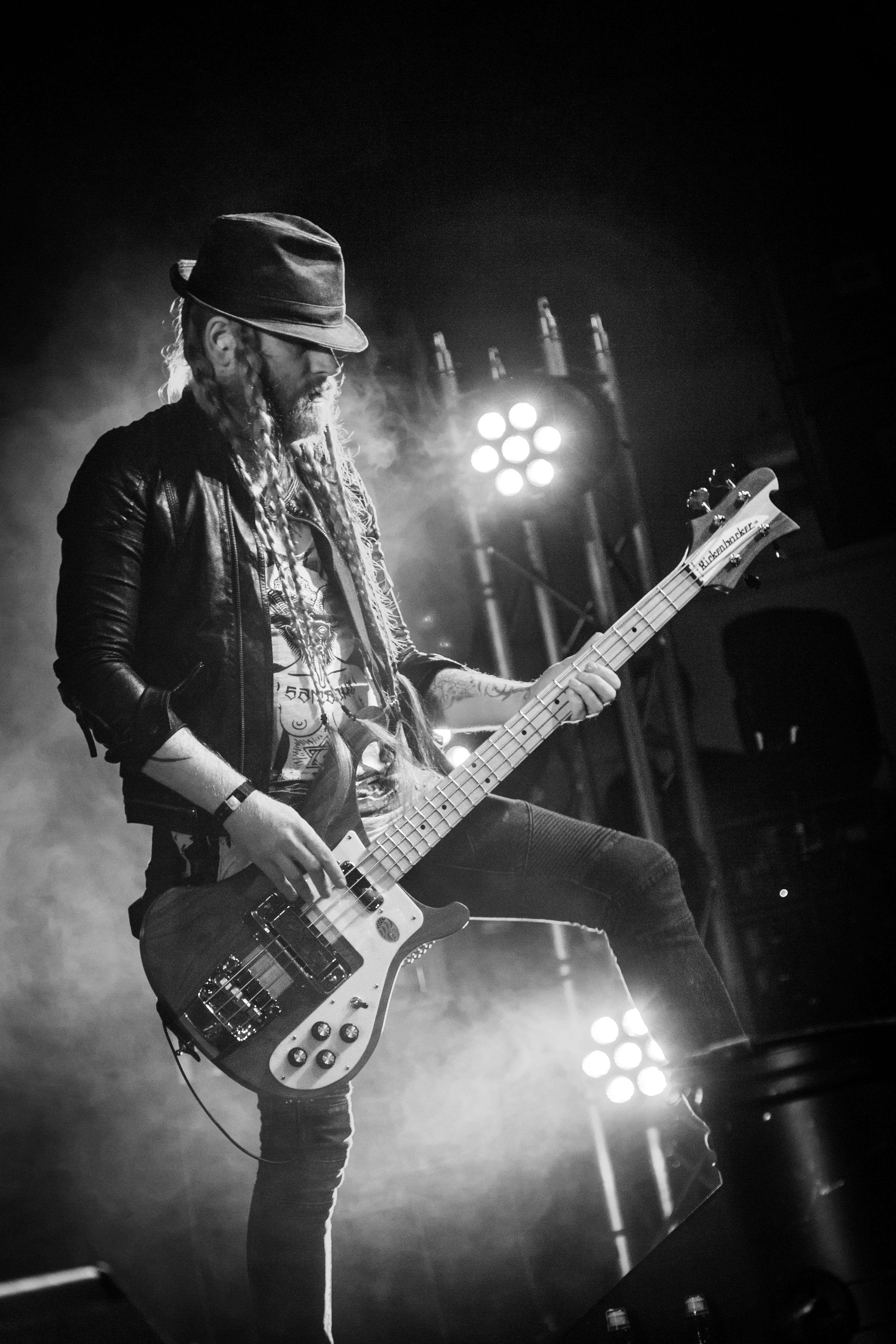
Svavar Austman, 2016

Albumy
| Í blóði og anda                         | - Data: 8 stycznia 2002 - Wydawca: Ars Metalli         | –  | –  | –  | –  |
| Masterpiece of Bitterness               | - Data: 30 grudnia 2005 - Wydawca: Spikefarm Records   | –  | –  | –  | –  |
| Köld                                    | - Data: 21 lutego 2009 - Wydawca: Spikefarm Records    | –  | –  | –  | –  |
| Svartir sandar                          | - Data: 14 października 2011 - Wydawca: Season of Mist | 41 | –  | –  | –  |
| Ótta                                    | - Data: 29 sierpnia 2013 - Wydawca: Season of Mist     | 2  | 64 | 65 | 25 |
| Berdreyminn                             | - Data: 26 maja 2017 - Wydawca: Season of Mist         | 20 | 42 | 35 | 30 |
| „–” oznacza, że album nie był notowany. |                                                        |    |    |    |    |

Minialbumy
| Tytuł         | Dane dot. albumu                                       |
| ------------- | ------------------------------------------------------ |
| Til Valhallar | - Data: 8 września 1996 - Wydawca: View Beyond Records |
| Black Death   | - Data: 25 grudnia 2002 - Wydawca: Ketzer Records      |

## Teledyski

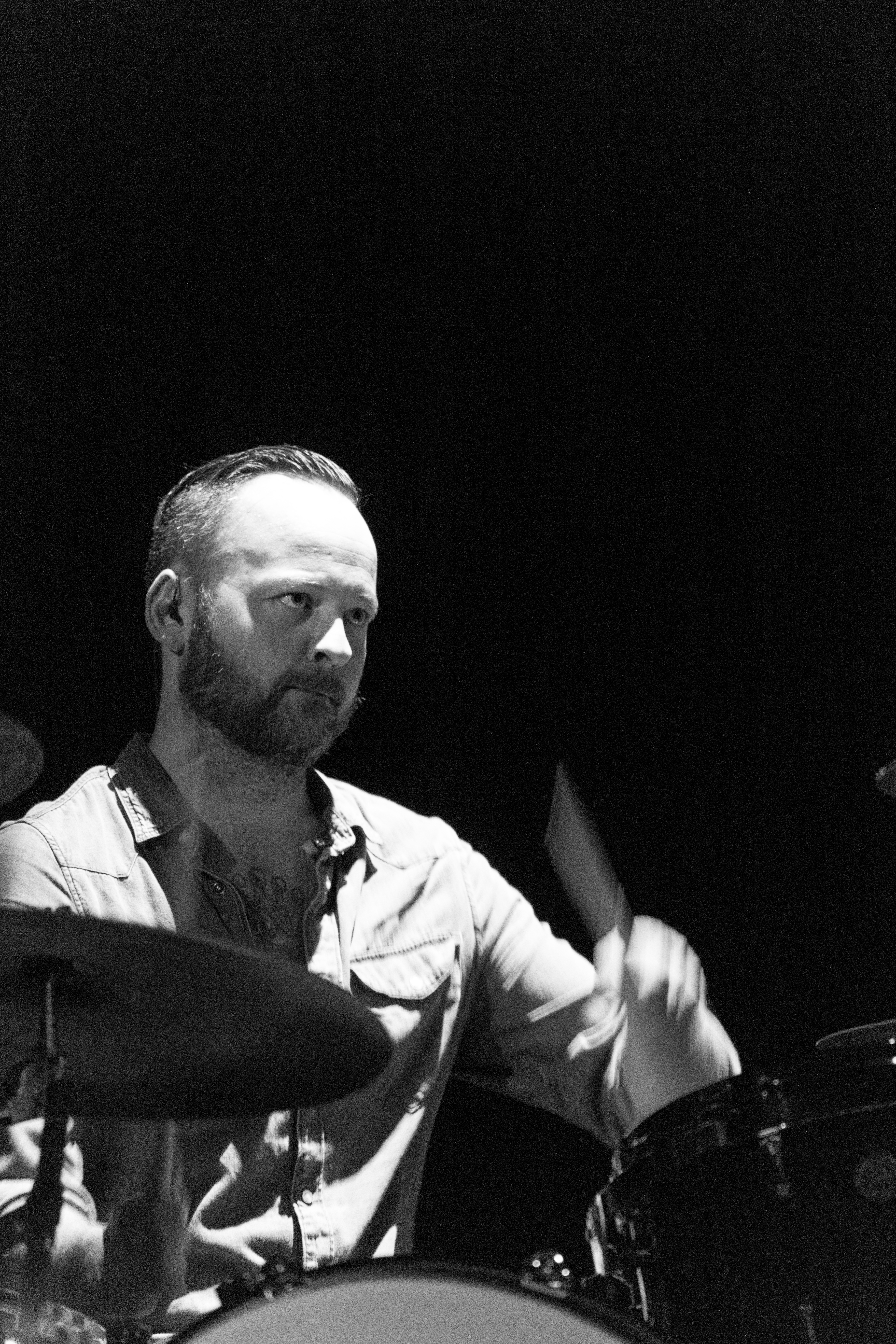
Ari Þorgeir Steinarsson, 2015

| Tytuł                                  | Rok  | Reżyseria                             | Album                     | Źródło |
| -------------------------------------- | ---- | ------------------------------------- | ------------------------- | ------ |
| "Ritual Of Fire"                       | 2005 | —                                     | Masterpiece Of Bitterness | [ 10 ] |
| "Love Is The Devil (And I Am In Love)" | 2009 | Gummi Tormentor                       | Köld                      | [ 12 ] |
| "She Destroys Again"                   | 2010 | Guðmundur Óli Pálmason                | Köld                      | [ 13 ] |
| "Fjara"                                | 2012 | Bowen Staines, Gunnar B. Guðbjörnsson | Svartir Sandar            | [ 17 ] |
| "Lágnætti"                             | 2014 | Bowen Staines                         | Ótta                      | [ 20 ] |
| "Miðaftann"                            | 2015 | Harri Haataja, Vesa Ranta             | Ótta                      | [ 21 ] |

## Nagrody i wyróżnienia
| Rok  | Kategoria                           | Tytułem   | Nagroda                         | Nota      | Źródło |
| ---- | ----------------------------------- | --------- | ------------------------------- | --------- | ------ |
| 2012 | Loftbrú Award for achivement abroad | Sólstafir | Íslensku tónlistarverðlaunin    | Laur      | [ 18 ] |
| 2014 | Album of the Year – Rock            | Ótta      | Íslensku tónlistarverðlaunin    | Nominacja | [ 30 ] |
| 2014 | Song of the Year – Rock             | "Ótta"    | Íslensku tónlistarverðlaunin    | Nominacja | [ 30 ] |
| 2015 | Vangard                             | Sólstafir | Progressive Music Awards        | Nominacja | [ 31 ] |
| 2015 | Best Underground Band               | Sólstafir | Metal Hammer Golden Gods Awards | Nominacja | [ 22 ] |